# Mana Iwamoto
Pour les articles homonymes, voir Iwamoto.
Mana Iwamoto (岩本 麻奈, Iwamoto Mana), née le 4 décembre 1964, est une dermatologue et femme politique japonaise, représentant le Sanseitō à la Chambre des conseillers du Japon.

## Jeunesse et carrière pré-électorale
Iwamoto naît le 4 décembre 1964 à Tokyo, de parents médecins. Elle effectue ses études supérieures également dans le domaine de la médecine, à l'université de médecine féminine de Tokyo (en). Après une expérience clinique à l'hôpital universitaire de Keio, elle s'installe en France en 1997, pour se spécialiser dans la dermatologie esthétique, spécifiquement dans la lutte contre le vieillissement de la peau,. Iwamoto devient alors consultante auprès de laboratoires pharmaceutiques et fabricants de cosmétiques européens,.
En parallèle, Iwamoto entame une carrière de chroniqueuse médiatique et de journaliste beauté, spécialisée dans les articles liés à la beauté féminine et les comparaisons des modes de vie japonais et français,,,. Basée en France, elle commente notamment les préférences des Parisiennes, ou explique à un public japonais la perception des Français sur la différence d'âge du couple Macron,,,. Iwamoto écrit également plusieurs livres, visant à la fois les hommes et les femmes, ayant tous pour objectif de donner des conseils pour vieillir en toute sensualité, une thématique qui lui est chère.

## Carrière électorale
En 2025, Iwamoto est annoncée comme membre de la liste proportionnelle du Sanseitō lors des élections à la Chambre des conseillers du Japon de 2025. En parallèle de sa campagne, elle continue à exercer dans plusieurs cliniques, et à faire la promotion de la médecine préventive personnalisée.
Après avoir axé sa campagne électorale principalement autour de la méfiance autour des vaccins ARNm, elle est élue, et fait son entrée à la Diète du Japon.

## Prises de positions
Iwamoto est favorable à la modification de la Constitution antimilitariste japonaise, pour qu'elle reconnaisse explicitement l'existence des forces japonaises d'autodéfense.
Sur le plan international, Iwamoto est favorable à un durcissement des relations avec la Chine.
D'un point de vue sociétal, Iwamoto se déclare favorable aux tentatives visant à modifier la loi japonaise imposant aux conjoints de porter le même nom de famille,. Elle est par contre opposée à l'idée qu'une femme puisse accéder au trône de Chrysanthème. Contrairement à plusieurs autres membres de son parti, elle n'est pas opposée au mariage entre les personnes de même sexe.

## Vie privée
Iwamoto est mariée et mère de trois fils.